# Liste der Naturdenkmäler im Landkreis Erlangen-Höchstadt
Die Liste der Naturdenkmäler im Landkreis Erlangen-Höchstadt nennt die Naturdenkmäler in den Städten und Gemeinden des Landkreises Erlangen-Höchstadt in Bayern.
Naturdenkmäler sind nach Artikel 28 des Bundesnaturschutzgesetzes Einzelschöpfungen der Natur oder Flächen bis zu 5 ha, deren besonderer Schutz aus wissenschaftlichen, naturgeschichtlichen oder landeskundlichen Gründen oder wegen ihrer Seltenheit, Eigenart oder Schönheit erforderlich ist.

## Naturdenkmäler
Im Landkreis Erlangen-Höchstadt gab es diese Naturdenkmäler.
| Bild                                 | Nummer | Bezeichnung                             | Ort, Ortsteil                            | Lage                                                                                             | Koordinaten                      | Bemerkung |
| ------------------------------------ | ------ | --------------------------------------- | ---------------------------------------- | ------------------------------------------------------------------------------------------------ | -------------------------------- | --- |
|                                      | 6/92   | 2 Eichen                                | Adelsdorf, Neuhaus                       | westlicher Damm des großen Torweihers                                                            | 49° 41′ 29,3″ N, 10° 52′ 32,1″ O | |
|                                      | 42/95  | Eiche bei Neundorf                      | Aurachtal, Neundorf                      | nördlich der Ortschaft Neundorf                                                                  | 49° 34′ 21,4″ N, 10° 48′ 42,7″ O | |
|                                      | 13/92  | „Linde am Bahnhof“                      | Baiersdorf                               | Am Bahnhof                                                                                       | 49° 39′ 23,6″ N, 11° 2′ 13,2″ O  | |
|                                      | 23/92  | Linde bei den Teichwiesen               | Baiersdorf                               | Nähe Regnitz, Flurbaum                                                                           | 49° 39′ 21,6″ N, 11° 1′ 6,2″ O   | |
| ND in Bubenreuth                     | 15/92  | Eiche 'Bubenruthia'                     | Bubenreuth                               | Grünanlage im Ort                                                                                | 49° 37′ 36,4″ N, 11° 1′ 1,2″ O   | Geschätzt 300 Jahre alt. Stammumfang 450 cm. |
| ND in Bubenreuth                     | 16/92  | Esperlinde                              | Bubenreuth                               | Gasthaus 'Mörsbergei'                                                                            | 49° 37′ 37,2″ N, 11° 1′ 1,3″ O   | 1833 durch Friedrich Carl August Esper gepflanzt. Im Hof der Gaststätte. Stammumfang 250 cm.                                                        |
| ND in Brand (Eckental)               | 27/92  | Linde                                   | Eckental, Brand                          | Bei Metzgerei Wolf                                                                               | 49° 34′ 46,5″ N, 11° 11′ 4,8″ O  | |
|                                      | 28/92  | Linde                                   | Eckental, Brand                          | Hauptstraße 33                                                                                   | 49° 34′ 42,6″ N, 11° 11′ 10″ O   | |
|                                      | 38/95  | Grenzbuche                              | Gemeindefreies Gebiet Kalchreuther Forst | Wegekreuzung der Reviergrenzen „Bockstaude“, „Hundsmühl“, „Gründlach“ (westlich von Heroldsberg) | 49° 31′ 48,6″ N, 11° 7′ 55,5″ O  | |
|                                      | 39/95  | Ludwigseiche                            | Gemeindefreies Gebiet Neunhofer Forst    | ca. 180 m nördlich des „Gründlachbrunnens“                                                       | 49° 31′ 16,8″ N, 11° 5′ 22,5″ O  | |
|                                      | 29/92  | 1 Eiche und 1 Esche                     | Heroldsberg                              | Am Fußweg „Kunzengasse“                                                                          | 49° 32′ 1,2″ N, 11° 9′ 24,1″ O   | |
|                                      | 20/92  | Eiche                                   | Heroldsberg                              | Anwesen Hauptstraße 60                                                                           | 49° 31′ 59,7″ N, 11° 9′ 7,7″ O   | |
|                                      | 19/92  | Eiche an der Dornhecke                  | Heroldsberg                              | Reichswaldstraße                                                                                 | 49° 31′ 45,1″ N, 11° 9′ 43,4″ O  | |
|                                      | 1/91   | Eiche                                   | Heroldsberg, Großgeschaidt               | bei Haus Nr. 174                                                                                 | 49° 33′ 52,7″ N, 11° 10′ 38,4″ O | |
|                                      | 26/92  | Eiche am Petersbeck-Kellerhäuschen      | Höchstadt                                | Am Kellerberg                                                                                    | 49° 42′ 41,8″ N, 10° 48′ 24″ O   | |
|                                      | 43/95  | Eiche am Weberskeller                   | Höchstadt                                | ca. 30 m südlich des Weberskellers                                                               | 49° 42′ 45,9″ N, 10° 48′ 24,2″ O | |
|                                      | 37/92  | 2 Eichen                                | Höchstadt, Förtschwind                   | An der Gemeindeverbindungsstraße Förtschwind–Greuth, am „Kilianweiher“                           | 49° 45′ 8,5″ N, 10° 54′ 26,8″ O  | |
|                                      | 4/91   | Bildeiche am Förtschwindig              | Höchstadt, Greuth                        | ca. 150 m neben Staatswaldgrenzstein Nr. 58                                                      | 49° 44′ 43,5″ N, 10° 53′ 37,4″ O | |
|                                      | 33/92  | Eiche im Zentbechhofener Wegfeld        | Höchstadt, Greuth                        | An der Gemeindeverbindungsstraße Förtschwind nach Zentbechhofen                                  | 49° 45′ 15,2″ N, 10° 54′ 18″ O   | |
|                                      | 36/92  | Eiche                                   | Höchstadt, Greuth                        | An der Kreuzung ERH 17/Gemeindeverbindungsstraße Förtschwind–Greuth                              | 49° 45′ 15,2″ N, 10° 54′ 50,3″ O | |
|                                      | 21/92  | Melmbrunnen (5 Rotbuchen, 2 Hainbuchen) | Höchstadt, Jungenhofen                   | südlich Jungenhofen, Melmquelle im Staatsforst                                                   | 49° 45′ 54,7″ N, 10° 55′ 22,1″ O | |
|                                      | 41/95  | Eiche in der Schwägelleite              | Höchstadt, Lappach                       | ca. 450 m östlich der Gemeindeverbindungsstraße Lappach–Höchstadt                                | 49° 40′ 49″ N, 10° 47′ 46,7″ O   | |
|                                      | 10/92  | Eiche                                   | Höchstadt, Staatsforst                   | Waldmark Grethelmark                                                                             | 49° 44′ 36,6″ N, 10° 51′ 32,8″ O | |
|                                      | 3/91   | Ahorn                                   | Lonnerstadt, Ailsbach                    | im Gutshof des Anwesens Wehr                                                                     | 49° 42′ 58″ N, 10° 43′ 34″ O     | 2006 aus der Liste der Naturdenkmäler gestrichen.                                                                                                   |
|                                      | 11/92  | „4 Linden“                              | Lonnerstadt, Mailach                     | Waldbereich Sichardshof                                                                          | 49° 41′ 18″ N, 10° 43′ 14,7″ O   | Ehemals 4 Linden in quadratischer Anordnung auf einer Anhöhe. Als „Naturdenkmal 4 Linden“ beschildert, in der Verordnung als „2 Linden“ bezeichnet. |
|                                      | 17/92  | Eiche                                   | Marloffstein, Atzelsberg                 | Am Schloss                                                                                       | 49° 37′ 35,4″ N, 11° 2′ 31,5″ O  | |
|                                      | 18/92  | Efeu                                    | Marloffstein, Rathsberg                  | Am Schloss                                                                                       | 49° 37′ 9,1″ N, 11° 1′ 24,6″ O   | |
|                                      | 14/92  | Schwedenkiefern                         | Möhrendorf                               | Grünanlage im Ort                                                                                | 49° 38′ 14,8″ N, 10° 59′ 55,9″ O | Über 300 Jahre alt. Stammumfang 200 bzw. 270 cm. |
|                                      | 24/92  | Eiche                                   | Möhrendorf, Kleinseebach                 | Röttenbacher Straße bei Haus Nr. 6 und 8                                                         | 49° 39′ 6,3″ N, 11° 0′ 14,9″ O   | |
|                                      | 25/92  | 2 Eichen und 1 Linde                    | Möhrendorf, Kleinseebach                 | Grünanlage in Kleinseebach                                                                       | 49° 39′ 10,8″ N, 11° 0′ 17,6″ O  | |
|                                      | 7/92   | Luthereichen                            | Mühlhausen                               | Lutherhöhe                                                                                       | 49° 45′ 18,4″ N, 10° 52′ 39,6″ O | |
|                                      | 5/91   | Linde                                   | Mühlhausen, Schirnsdorf                  | an der Staatsstraße                                                                              | 49° 44′ 35,7″ N, 10° 47′ 4,4″ O  | am 8. August 2007 wurde die Beseitigung genehmigt. (Nicht vollzogen!)                                                                               |
|                                      | 40/95  | Eiche am Kühtrieb                       | Röttenbach                               | ca. 10 m südlich der Gebäudegrenzwand Fl.Nr. 228/16 (Ringstr. 19)                                | 49° 40′ 5,5″ N, 10° 55′ 50″ O    | „Große Eiche“, 2017 geschätzt 200 bis 250 Jahre alt, Stammdurchmesser 162 cm.                                                                       |
|                                      | 8/92   | 2 Linden                                | Vestenbergsgreuth                        | An den Kellern                                                                                   | 49° 41′ 10,8″ N, 10° 38′ 54″ O   | |
|                                      | 30/92  | Birnbaum                                | Vestenbergsgreuth, Kienfeld              | Feldflur östlich Ortsrand                                                                        | 49° 41′ 17,8″ N, 10° 37′ 34,6″ O | |
|                                      | 22/92  | Eiche                                   | Vestenbergsgreuth, Ochsenschenkel        | An den Kellern                                                                                   | 49° 43′ 3,6″ N, 10° 38′ 35,4″ O  | |
| Pretzdorf, Bäume an der Kirchenmauer | 12/92  | 4 Linden, 1 Kastanie                    | Vestenbergsgreuth, Pretzdorf             | An der Kirchenmauer                                                                              | 49° 41′ 53,2″ N, 10° 35′ 59,1″ O | |
|                                      | 2/91   | Ahorn mit 2 Robinien an den Kellern     | Wachenroth, Weingartsgreuth              | SW Weingartsgreuth, an den Bierkellern                                                           | 49° 44′ 5,4″ N, 10° 43′ 51,5″ O  | |
|                                      | 32     | 2 Linden                                | Wachenroth, Weingartsgreuth              | Am Dorfplatz vor dem Schloss                                                                     | 49° 44′ 16″ N, 10° 44′ 2,7″ O    | |
|                                      | 34/92  | Eiche am Waldrand                       | Weisendorf                               | südlich Weisendorf                                                                               | 49° 36′ 46,9″ N, 10° 49′ 37,2″ O | |
|                                      | 35/92  | Eiche                                   | Weisendorf, Rezelsdorf                   | Nördlicher Ortsrand am Hohlweg                                                                   | 49° 37′ 12″ N, 10° 46′ 19,6″ O   | |
|                                      | 31/92  | Ahorn in Sauerheim                      | Weisendorf, Sauerheim                    | südlich der Ortschaft                                                                            | 49° 37′ 23,6″ N, 10° 47′ 50,2″ O | |
|                                      | 9/92   | Eiche                                   | Weisendorf, Sintmann                     | Westlicher Ortsausgang                                                                           | 49° 36′ 41,4″ N, 10° 47′ 30,3″ O | |